# Ivo Pavone
Ivo Pavone (Taranto, 12 novembre 1929 – Venezia, 20 novembre 2020) è stato un fumettista italiano.

## Biografia
Nato a Taranto il 12 novembre 1929, nel '38 la famiglia si trasferì a Venezia dove, durante la guerra, conosce Hugo Pratt, insieme al quale entra nel gruppo di autori della rivista Asso di Picche della Uragano Comics dove esordì come disegnatore di fumetti nel 1946. A seguito di questa esperienza, venne chiamato da Pratt in Argentina nel 1951 dove si era trasferito l'anno prima e qui lavorò come disegnatore fino al 1954 per l'editore Cesare Civita insieme ad altri autori del gruppo della Uragano collaborando con Alberto Ongaro, Mario Faustinelli e Sergio Tarquinio, realizzando varie serie a fumetti, in genere western, per l'Editorial Abril di Civita; collaborò poi anche con lo stesso Pratt realizzando le inchiostrature della serie Sergente Kirk dal 1954 al 1955; contemporaneamente collaborò con le edizioni Codex per la quale realizzò varie storie a fumetti; dal 1956 al 1958 collaborò poi con le riviste Hora Cero e Frontera realizzando le serie western Hueso Clavado e Verdugo Ranch su soggetti di Héctor Oesterheld. Dopo, nel 1958, avviò una collaborazione con vari editori come Columba e la britannica Fleetway per la quale realizzò diverse storie a fumetti di genere bellico.
Ritornò in Italia nel 1962 dove iniziò a collaborare a numerose serie a fumetti italiane edite dalla Sepim di Angelo Fasani come Pecos Bill, per il quale produsse decine di episodi, e altre serie come quella di Canada Jean pubblicate nelle collane Radar nuova serie e gli Albi Grandi Avventure. Produsse anche per il mercato francese iniziando nel 1967 una lunga collaborazione con la casa editrice Lug per la quale realizzò circa 60 episodi della serie Rakar, nel 1970 la serie I cavernicoli e, con Pier Carpi, Dick Demon, serie che poi venne pubblicata parzialmente anche in Italia dalla Dardo.
Negli anni settanta collaborò con l'editore Renzo Barbieri per il quale realizzò nel 1971 alcuni numeri della serie Terror edito dalla ErreGI e, per la Edifumetto, creò graficamente e disegnò su testi di Carpi il volume unico Lupo Bianco (1974); continuò a collaborare anche con la Lug per la quale realizzò nel 1972 alcuni numeri delle serie Jacky West, Avoc e creò le serie Bill e Barry e Afrikanders, mentre per l'editore francese Ratier disegnò alcuni episodi della serie Kiddap Joe.
Negli anni settanta collaborò anche con varie riviste a fumetti italiane come Lanciostory, Skorpio e Corrier Boy e, fino al suo ritiro nel 1983, ha lavorato alle serie western Judas e Gil per la Sergio Bonelli Editore con la quale collaborò sporadicamente anche negli anni novanta. La sua ultima storia intitolata “Invasione!” è apparsa su Zona X n.7.